# Кичевский октоих
Кичевский октоих (также Белградский октоих) — среднеболгарский литературный памятником XIII века. Октоих, написанный кириллицей. Первоначально содержал службы для всех 8 голосов, но сохранились только голоса с 4 по 8. Особенностью рукописи является наличие канонов Троице для всенощного бдения в субботу. В рукописи сохранились переписи двух гимнографических сочинений св. Климент Охридский: канон апостолов Петра и Павла шестым голосом и канон св. Троицы восьмым голосом. Одно из гимнографических сочинений Климента (Покаянный канон для шестого голоса) также сохранилось в Премчанском требнике.
До 1926 года Кичевский октоих находился в церкви Святого Афанасия в селе Премка Кичевского района, где его обнаружил Тома Смилянич Брадина. Оттуда одну часть, вместе с другими славянскими рукописями, он передал в музей Скопье. Когда его директор Р. Груич в 1937 году был избран профессором Богословского факультета в Белграде, он уехал и взял эти рукописи с собой. Две другие части были проданы в 1950 году Национальной библиотеке в Белграде. В Белграде части рукописи хранятся в двух местах: 66 страниц в Музее Сербской Православной Церкви (собрание Груича З.I.110) и 23 страницы в Национальной библиотеке Сербии (№ 104).

## Издания
- Поп-Атанасов, Ѓ. Кичевскиот октоих: македонски споменик од XIII в. Скопје, 2000